# Vozera Drysvjaty
Vozera Drysvjaty (vitryska: Возера Дрысвяты, Vozyera Drukshay) är en sjö i Belarus. Den ligger i den norra delen av landet, 200 km norr om huvudstaden Minsk. Vozera Drysvjaty ligger 138 meter över havet. Arean är 45 kvadratkilometer. Den sträcker sig 10,2 kilometer i nord-sydlig riktning, och 12,3 kilometer i öst-västlig riktning.
Omgivningarna runt Vozera Drysvjaty är en mosaik av jordbruksmark och naturlig växtlighet. Runt Vozera Drysvjaty är det glesbefolkat, med 17 invånare per kvadratkilometer.